# Metzenbach (Heinrichsbach)
Der Metzenbach ist der rechte Quellbach des Heinrichsbaches im Landkreis Main-Spessart im bayerischen Spessart.

## Geographie

### Verlauf

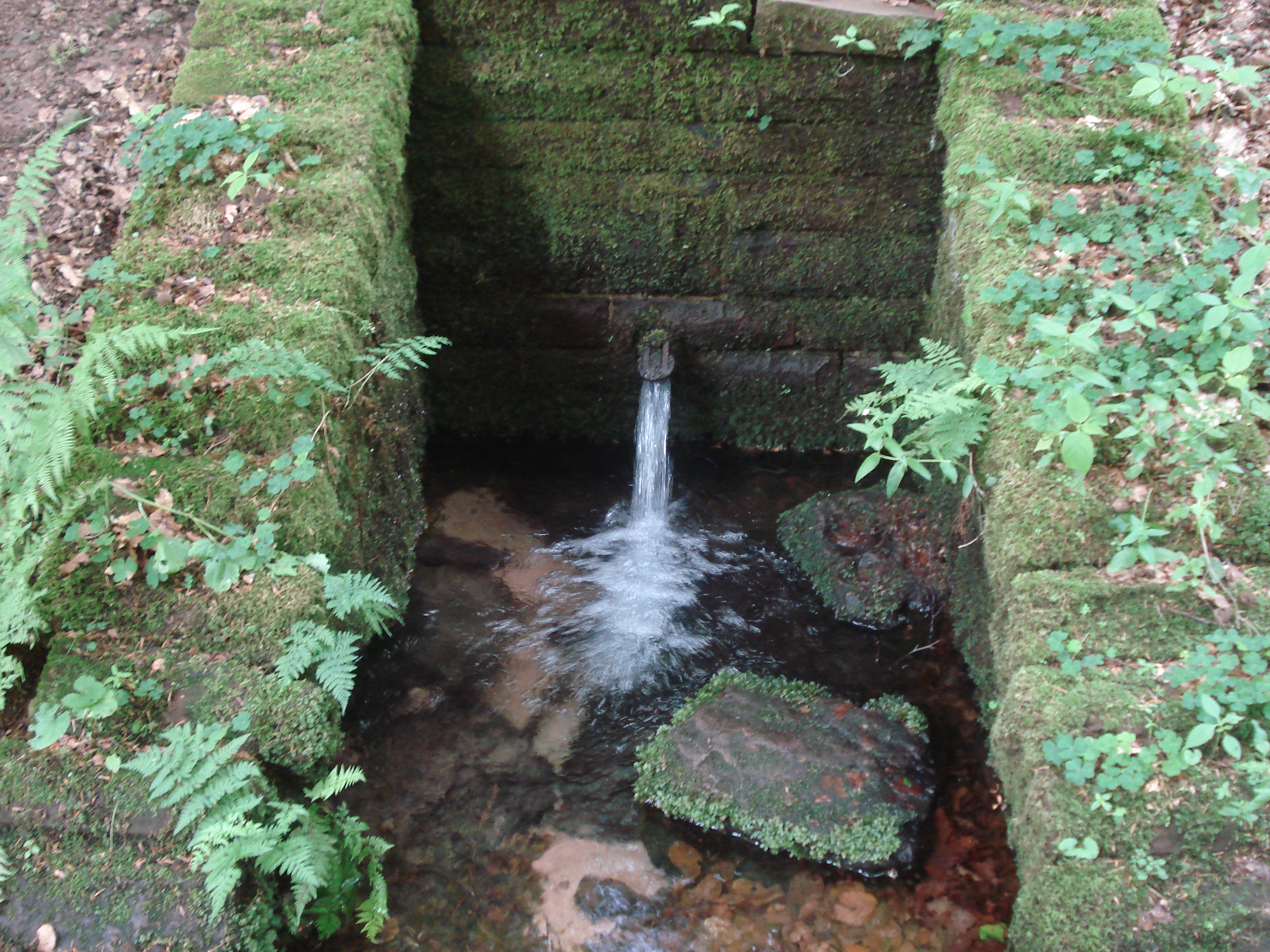
Der Metzenbrunnen

Der Metzenbach entspringt im Metzenbrunnen auf 457 m ü. NN am Geiersberg (586 m), der höchsten Erhebung im Spessart. Die Quelle ist für die Trinkwasserversorgung gefasst und liegt neben einer Pumpstation am Waldrand. Der Metzenbach fließt im Bischbrunner Forst in östliche Richtung, durch einige kleine Teiche, an der Raumerhütte vorbei und vereinigt sich im Naturschutzgebiet Weihersgrund mit dem Weihersbach zum Heinrichsbach.
Der historische Name des Metzenbrunnens ist Heinrichsbrunnen.

### Flusssystem Hafenlohr
- Liste der Fließgewässer im Flusssystem Hafenlohr